# Cervejaria John Smith's
A Cervejaria John Smith's em Tadcaster, North Yorkshire, Inglaterra, produz cervejas, incluindo a John Smith's, a bitter mais vendida no Reino Unido desde meados da década de 1990.
A maioria das vendas da John Smith's é do produto Extra Suave nitrogenado, embora uma variante condicionada em barril esteja disponível em todo o país. Uma variante mais forte chamada Magnet também está disponível no nordeste da Inglaterra. O John Smith's Cask e o Magnet são produzidos sob licença pela Cervejaria Cameron's [en] em Hartlepool.
John Smith [en] adquiriu a Cervejaria Backhouse & Hartley em 1852. Após uma série de aquisições no período pós-Segunda Guerra Mundial, a empresa se tornou uma das maiores cervejarias regionais do país, operando mais de 1.800 instalações licenciadas. A empresa foi adquirida pela Cervejaria Courage [en] em 1970, que estendeu a distribuição dos produtos da cervejaria para o sul da Inglaterra. A Courage foi adquirida pela Scottish & Newcastle [en] em 1995, e as operações foram compradas pela Heineken em 2008.
A John Smith's Extra Sauve e a Original são produzidas na cervejaria de Tadcaster, assim como uma variedade de produtos da Heineken, incluindo a Amstel e a Kronenbourg 1664 [en]. Com uma capacidade de 38 milhões de litros, a cervejaria é uma das maiores do país.
A John Smith's ficou conhecida por uma série de campanhas publicitárias bem-sucedidas na televisão com o tema "No Nonsense", com o personagem "Arkwright", de Yorkshire, durante as décadas de 1970 e 1980 (exibidas apenas no sul da Inglaterra), seguido pelos comediantes Jack Dee [en] durante a década de 1990 e Peter Kay [en] desde 2002. A marca também tem uma associação com corridas de cavalos: foi a principal patrocinadora do Grand National entre 2005 e 2013, do Northumberland Plate [en] de 2003 a 2016 e patrocinou a John Smith's Cup [en] desde 1960.

## História

### Anos iniciais

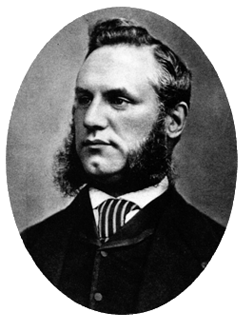
John Smith.

Stephen Hartley começou a fabricar cerveja em Tadcaster em 1758. Jane Hartley hipotecou a cervejaria para David Backhouse e John Hartley em 1845. Samuel Smith, de Leeds, providenciou para que seu filho John entrasse no negócio em 1847. Jane Hartley faleceu em 1852 e John Smith adquiriu o negócio, recrutando seu irmão William para ajudar. O momento se provou fortuito; as pale ales estavam substituindo a porter como a cerveja preferida, e a "água dura" de Tadcaster provou ser adequada para a fabricação do novo estilo. A prosperidade das décadas de 1850 e 1860, juntamente com a chegada das ferrovias, proporcionou maiores oportunidades para os cervejeiros, e John Smith empregava oito homens em sua empresa de fabricação de cerveja e malte em 1861.
As operações se tornaram consideráveis durante o último trimestre do século XIX. Smith faleceu em 1879, deixando um patrimônio avaliado em menos de £45.000 (cerca de £4,1 milhões em 2016, ajustado pela inflação), e seus bens foram herdados em conjunto por seus dois irmãos, William e Samuel Smith, um curtidor. William comprou a parte de Samuel do patrimônio pessoal de seu irmão e construiu uma cervejaria moderna em 1883-1884 ao custo de £130.000 (£9,7 milhões em 2013). Nessa época, a empresa empregava mais de 100 pessoas. William Smith faleceu em 1886 e a empresa foi herdada em sociedade por seus dois sobrinhos, Henry Herbert Riley (1863 - 1911) e Frank Riley, doravante conhecidos como Riley-Smith nos termos de seu testamento.
A empresa se expandiu ao longo da década de 1880, criando uma rede de agências, estabelecendo dezesseis escritórios em assentamentos próximos e oferecendo descontos de 20% ou mais em suas cervejas. A cervejaria tinha uma produção anual de 150.000 barris em 1889. Em 1889, o primeiro cervejeiro-chefe da empresa com treinamento científico foi nomeado, Percy Clinch, filho de Charles Clinch da Cervejaria Eagle [en] em Witney [en]. Em 1892, a parceria se tornou uma sociedade empresária chamada John Smith's Tadcaster Brewery Company Limited, com Henry Herbert Riley-Smith como presidente. Em 1899, a empresa adquiriu a Simpson & Co. de Market Weighton [en], com 51 pubs, e converteu a cervejaria em uma fábrica de malte [en].
Na virada do século, a cervejaria era considerada uma das mais bem administradas da Grã-Bretanha, “um sinônimo de gerenciamento de primeira classe”. Em 1907, a John Marples de Sheffield, distribuidora de vinhos e destilados, foi adquirida. A empresa começou a engarrafar sua própria cerveja em Tadcaster a partir de 1907. Em 1912, a empresa possuía mais de 250 cavalos, 41 dos quais serviram durante a Primeira Guerra Mundial. A cerveja gaseificada artificialmente foi engarrafada pela primeira vez em 1923. As carrocerias de cavalos emparelhadas foram eliminadas em 1929. Durante e por algum tempo após as Guerras Mundiais, o governo aumentou o imposto sobre a cerveja e forçou os fabricantes de cerveja a diminuir a força da cerveja. Durante esse período, foi necessário usar substitutos para a cevada maltada na fabricação de cerveja, incluindo cevada em flocos, aveia e centeio.
O último dos cavalos de tração da empresa foi aposentado em 1947. Os cavalos entregavam cerveja em todas as áreas ao redor da cervejaria, até Pateley Bridge [en]. A partir de 1948, a empresa exportou cerveja para a Bélgica, onde era engarrafada e distribuída pela cervejaria Tilkens. Em 1950, houve uma greve geral na Bélgica e a John Smith's contratou dois aviões bombardeiros pesados Handley Page Halifax para transportar cargas de 7 toneladas duas vezes por dia de suas cervejas para o país, a fim de garantir o fornecimento. Em 1953, a empresa se tornou uma companhia pública, com ativos fixos de cerca de £5 milhões, 1.000 estabelecimentos licenciados e cerca de 1.100 funcionários. Em 1958, a Whitworth, Son & Nephew de Wath upon Dearne [en] foi adquirida com 165 estabelecimentos licenciados, e a cervejaria foi imediatamente fechada. Em 1959, a empresa começou a engarrafar a lager da cervejaria Alken-Maes [en] importada em Tadcaster, em resposta à crescente demanda dos clientes. Em 1961, a empresa também começou a engarrafar a lager do Carlsberg Group. Em 1960, a empresa tinha uma propriedade de 909 pubs.
Em 1961, a John Smith's adquiriu a Barnsley Brewery Company, acrescentando 250 propriedades licenciadas à sua crescente propriedade. A empresa adquiriu a Warwicks & Richardsons de Newark-on-Trent [en], com 474 pubs, em 1962. Embora tenha havido alguma racionalização de produtos, linhas populares como a Milk Maid Stout da Warwicks foram mantidas. A John Smith's fechou todas as cervejarias que adquiriu, com exceção de Barnsley, onde investiu na cervejaria e adicionou a produção de cervejas John Smith ao local, além de aumentar a distribuição da Barnsley Bitter. Como resultado das aquisições, em 1967 a John Smith's era a terceira maior cervejaria regional do país, depois da Courage e da Scottish & Newcastle, com ativos fixos de £30 milhões. As aquisições diluíram a participação da família Riley-Smith na empresa para cerca de 10%.

### 1970 até o presente: Aquisição da Courage e o crescimento dabitter

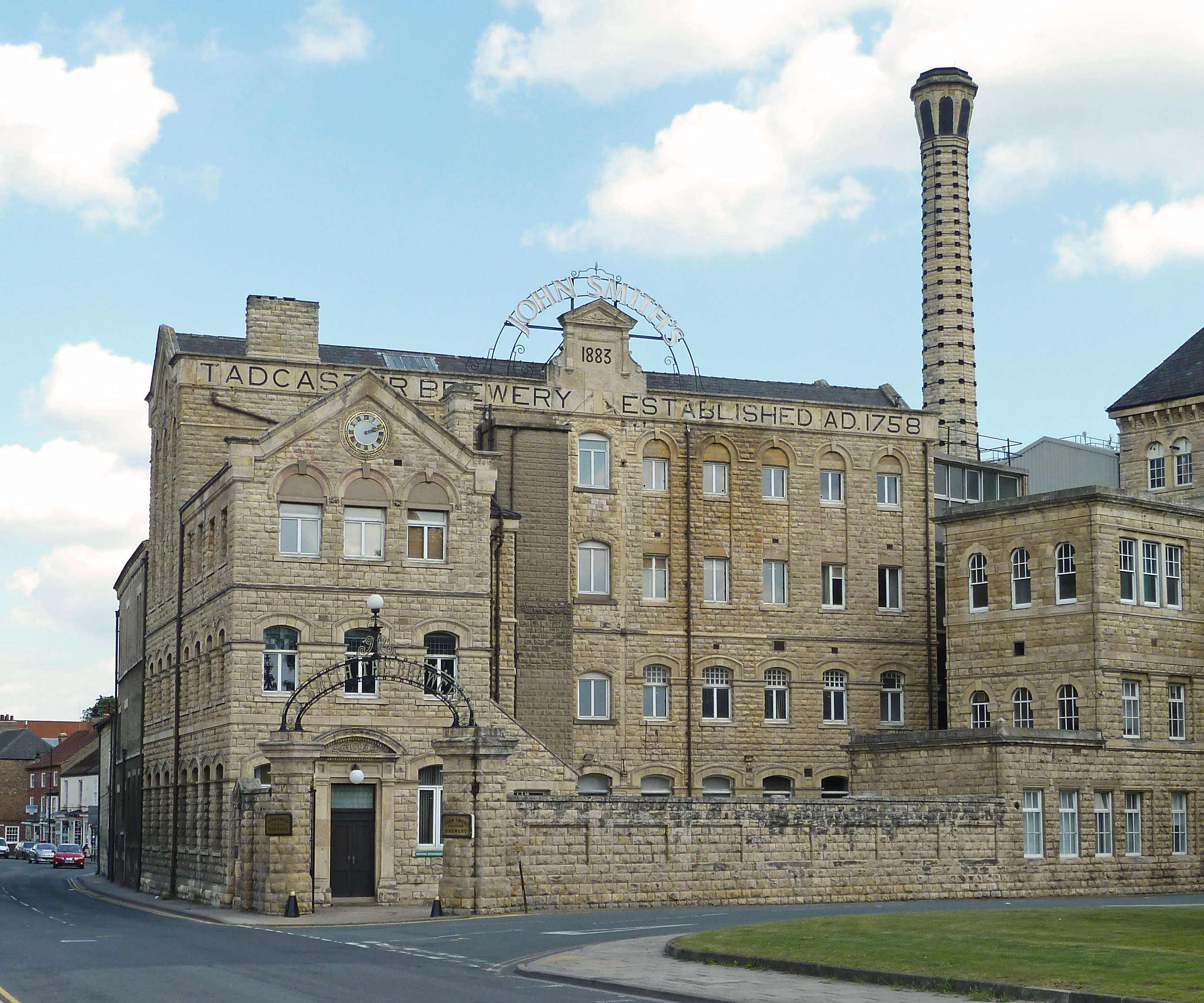
Cervejaria William Smith's, 1884, Tadcaster.

Em outubro de 1970, a Courage comprou a John Smith's em uma aquisição amigável que avaliou a empresa em £40 milhões (equivalente a £782 milhões em 2023). Nessa época, a John Smith's possuía cerca de 1.800 estabelecimentos licenciados em todo o norte da Inglaterra e até o sul, como Lincolnshire, Nottinghamshire e partes de Cambridgeshire e Shropshire. A empresa resultante da fusão possuía ativos no valor de £137 milhões. Ao combinar a força da Courage no sul da Inglaterra e da John Smith's no norte, foi criada uma empresa cervejeira nacional. A Magnet Pale Ale engarrafada da John Smith's foi selecionada para distribuição nacional em todo o grupo, e a aquisição facilitou a distribuição mais ampla das marcas da Courage, como a Tavern Keg.
A cervejaria de Tadcaster foi substancialmente reformada e ampliada ao longo de 1974. A Courage fechou a cervejaria de Barnsley em 1976, com a perda de 200 empregos. A bitter da Barnsley foi substituída pela bitter da John Smith's. A Courage argumentou que a modernização das instalações de Barnsley teria exigido um investimento “maciço”. Foi relatado no The Times que os proprietários eram geralmente indiferentes à mudança, pois os perfis de sabor da bitter da John Smith's e da bitter da Barnsley eram semelhantes.
Depois de um teste de marketing bem-sucedido em 1974, a bitter da John Smith's foi distribuída no sul da Inglaterra a partir de 1979, acompanhada de um extenso orçamento de marketing. Como a pesquisa da Courage indicou que os bebedores do sul consideravam a bitter de Yorkshire superior, a cerveja foi vendida lá com o nome John Smith's Yorkshire Bitter. As vendas da cerveja dobraram em 1981 devido ao aumento do número de pontos de venda livre no sul do país que estocavam a cerveja. Em 1982, ela era a marca Courage mais vendida e a bitter em lata mais vendida no Reino Unido.
Em 1982, as marcas da John Smith's incluíam Yorkshire Bitter, Magnet Pale Ale, Export Pale, Sweet Stout, Double Brown e Magnet Old. Em dezembro de 1983, a John Smith's Cask (3,8% de teor alcoólico) foi reintroduzida, sete anos depois de ter sido descontinuada. Em junho de 1985, a John Smith's produzia 1,7 milhão de hectolitros de cerveja por ano. Em novembro daquele ano, uma nova fábrica de cerveja foi inaugurada, ao custo de £5 milhões. A produção da lager da Foster's começou em 1987.
Em 1993, a John Smith's Extra Smooth foi lançada em latas. Foi introduzida em barris em fevereiro de 1995 e distribuída para 10.000 pubs e outros estabelecimentos. É uma versão nitrogenada da cerveja pasteurizada, que foi renomeada para John Smith's Original para diferenciar os dois produtos.
Em 2005, a Scottish & Newcastle afirmou que a John Smith's estava disponível em 40.000 pontos de venda em todo o Reino Unido. Em 2007, a Scottish & Newcastle transferiu a produção da John Smith's Cask de Tadcaster para Burtonwood [en], perto de Warrington, e a produção da John Smith's Magnet para a Camerons Brewery de Hartlepool. Em 2008, três cervejas de edição limitada foram lançadas para comemorar o 250º aniversário da cervejaria. Em 2010, a Heineken interrompeu a produção da John Smith's Magnet condicionada em barril, embora ela continue disponível em barris. Em 2011, a produção da John Smith's Cask foi transferida para a Cameron's. Em 2012, a John Smith's era a sexta marca de cerveja mais vendida no Reino Unido e a bitter mais vendida no mundo. Em fevereiro de 2013, a John Smith's Extra Smooth e a Original foram reduzidas de 3,8 para 3,6% de teor alcoólico. De acordo com a Heineken, a decisão foi tomada para alinhar o produto com a força de seus principais concorrentes, como Tetley, Boddingtons e Worthington.

## Cervejas
- John Smith's Extra Smooth (3,6% de teor alcoólico).[59] A variante mais vendida, disponível em barris e latas. É nitrogenada e pasteurizada.

- John Smith's Original (3,6% de teor alcoólico).[60] Igual à Extra Smooth, mas carbonatada, em vez de nitrogenada.

- John Smith's Cask (3,8% de teor alcoólico).[61] Disponível em todo o país, mas mais frequentemente encontrada no coração da cervejaria em Yorkshire.

- John Smith's Magnet (4% de teor alcoólico).[62] Um produto em barril, encontrado com mais frequência no nordeste do Reino Unido e em Yorkshire.

- John Smiths Golden Ale (4% de teor alcoólico).[63] Disponível somente em lata, é uma pale ale com pouco lúpulo.

## Cervejaria

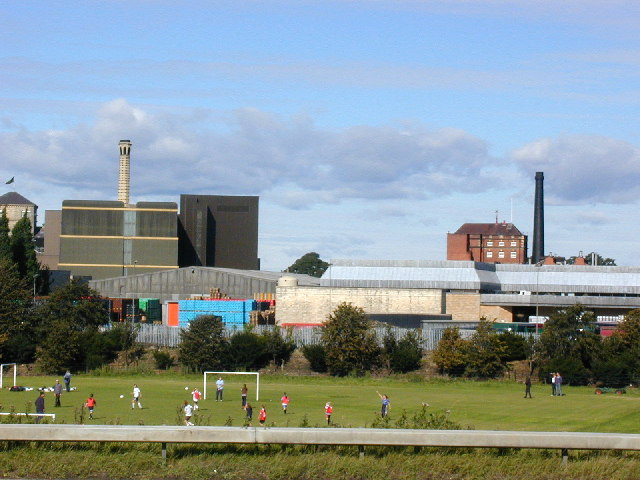
Edifícios modernos da Cervejaria John Smith's.

A cervejaria produz 3,8 milhões de hectolitros por ano (1,3 milhão dos quais são de cerveja John Smith's) e empregava cerca de 300 pessoas em 2008. Possui duas linhas de barris, duas linhas de garrafas e uma linha de enlatamento. Atualmente, fabrica e embala as marcas de cerveja John Smith's Original, John Smith's Extra Smooth e Newcastle Brown Ale, e as marcas de cerveja lager Foster's [en], Kronenbourg 1664 (Kronenbourg é uma marca de propriedade do Carlsberg Group fabricada sob licença pela Heineken no Reino Unido), Amstel e Tiger.
Vasos de fermentação de ardósia Yorkshire Square foram usados na cervejaria de 1913 a 1975. Yorkshire Squares de aço inoxidável estavam em uso pelo menos até 1953, mas foram removidos na década de 1980, e a cervejaria agora usa tanques cônicos. Em 1953, o local da cervejaria ocupava 20 acres.
Os barris de madeira ainda estavam em uso na década de 1960. A linha de cerveja em barril foi removida em 1976, mas restaurada em 1984. Uma nova linha de enlatamento e uma nova sala de brassagem foram instaladas por volta de 1982.
Em 1984, a sala de brassagem original foi convertida em um museu da cervejaria. Em novembro de 1985, uma nova sala de brassagem de £5 milhões foi inaugurada. A produção da lager da Foster's começou em 1987. Em 1989, a cervejaria tinha uma capacidade de produção de 1,2 milhão de barris por ano. A Scottish & Newcastle usou a John Smith's Brewery para produzir muitas de suas marcas de cerveja. Em 2004, foi inaugurada uma nova instalação de engarrafamento de £ 24 milhões, descrita como a mais moderna instalação de engarrafamento da Europa.

## Publicidade

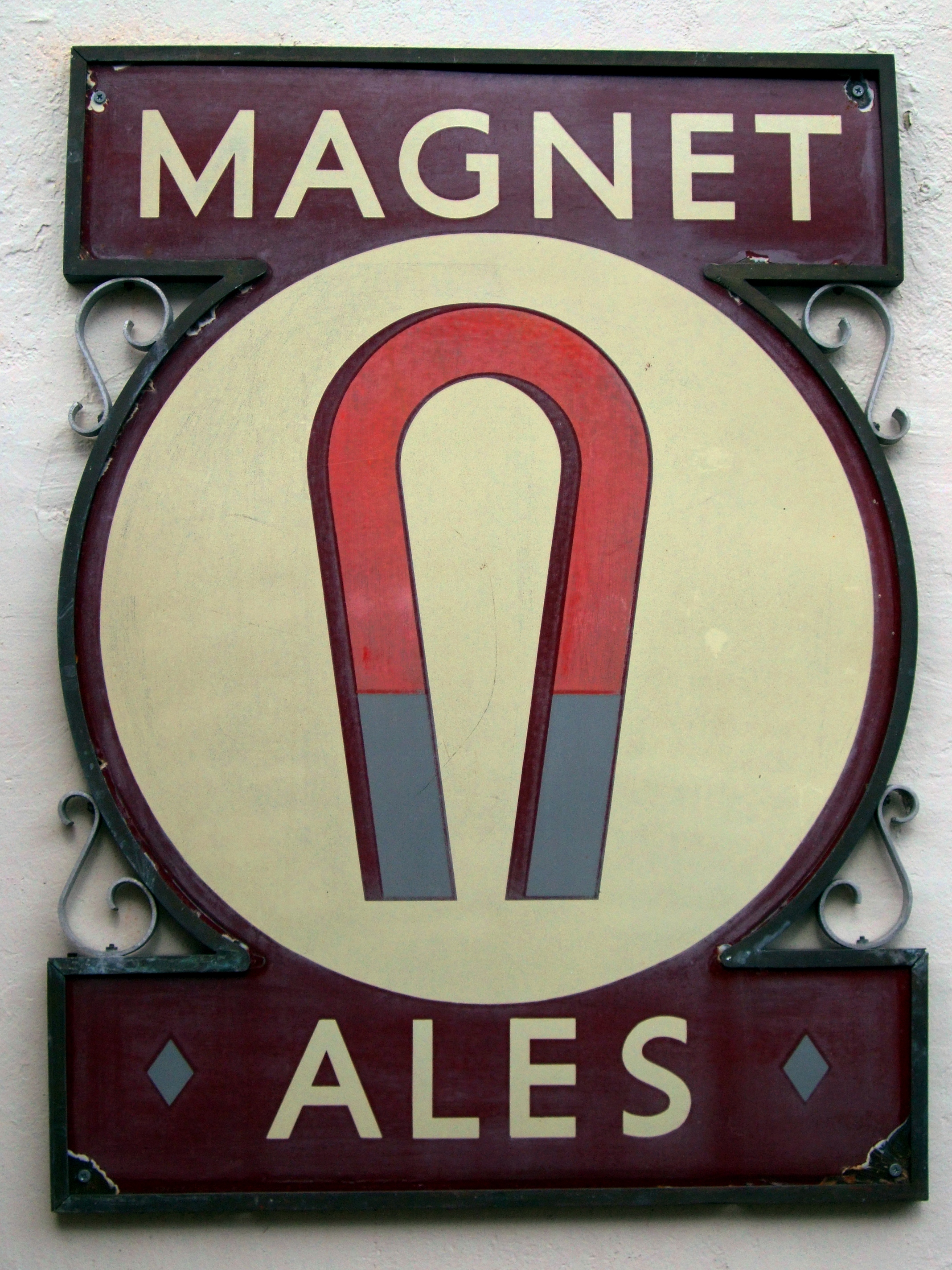
Uma placa em um pub em Londres anuncia “Magnet Ales”.

A marca Magnet foi registrada pela primeira vez em setembro de 1908, em Bruxelas, e simbolizava força.
A associação da empresa com a publicidade na televisão começou em 1971 com a campanha “Yorkshiremen love it” (Os moradores de Yorkshire adoram).
Uma das primeiras campanhas usava uma série de paródias de “Stop the Cavalry [en]”, de Jona Lewie [en], geralmente exaltando “yer mate called Smith” (seu colega chamado Smith).
Em seguida, foi lançada a campanha “Big John”, que foi veiculada no norte da Inglaterra a partir de 1981, centrada em uma reescrita do sucesso da música country "Big Bad John [en]". A Courage conseguiu demonstrar a um painel independente que a campanha de 300.000 libras resultou em um aumento de vendas de 5 milhões de libras no norte do país.
De 1979 a 1986, Gordon Rollings [en] interpretou Yorkshireman Arkwright em uma campanha que só foi usada no sul da Inglaterra. A campanha ganhou vários prêmios do setor de publicidade e foi apresentada no The Tonight Show, estrelado por Johnny Carson. Após a morte de Rollings em 1986, a campanha foi continuada com o sucessor de Arkwright, Barraclough, até 1991. Apesar do sucesso, a campanha teve seus detratores, com Deyan Sudjic [en] descrevendo-a no The Times como uma “campanha espúria... de tripas e chifres”.

### CampanhasNo Nonsense
De 1992 a 1997, o comediante Jack Dee estrelou a campanha “No Nonsense”, criada pela DDB. A campanha de Dee foi amplamente creditada por ter ajudado a John Smith's a subir da décima sexta para a quarta cerveja mais vendida no Reino Unido, já que as vendas aumentaram 65%, e a marca ultrapassou a Tetley's [en] como a marca de cerveja mais vendida no mundo em 1995. A campanha de Dee ganhou cinquenta prêmios de publicidade e ajudou a transformar o comediante em ascensão em um nome conhecido.
Dee se demitiu em 1997 e foi substituído em 1998 por um recorte de papelão conhecido como “No Nonsense Man”, da agência de publicidade GGT. Apesar de aparecer em mais de 20.000 pubs, clubes e lojas, descobriu-se que o No Nonsense Man teve menos impacto do que os anúncios de Dee.
Peter Kay [en] representou a marca de 2002 a 2005 e novamente em 2010-2011. A campanha de Kay foi descrita como um “fenômeno publicitário” e introduziu a frase “Ave it!” na consciência pública. Entre 2002 e 2004, os anúncios de Kay ganharam mais de cinquenta prêmios de publicidade e marketing, tornando-a a sexta campanha publicitária mais premiada do mundo. Apesar do sucesso da campanha de Kay, a percepção de “vulgaridade” dos anúncios foi criticada pela cervejaria rival Interbrew como um obstáculo às vendas de cerveja entre as mulheres.

## Patrocínios

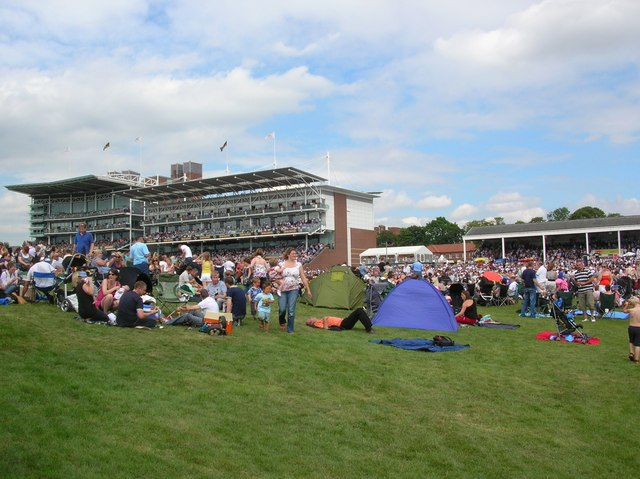
John Smith's Day na en em 2009.

A John Smith's é uma das principais patrocinadoras de corridas de cavalos no Reino Unido. Patrocina a Northumberland Plate desde 2003, e mais de 90 dias de corrida “No Nonsense” são realizados ao longo do ano em 28 hipódromos planos e de salto em todo o Reino Unido. A marca patrocina a John Smith's Cup (originalmente a Magnet Cup até 1998) em York desde 1960, que é o patrocínio mais antigo em corridas de cavalo no mundo. A John Smith's patrocinou anteriormente o Grand National entre 2005 e 2013.
Em agosto de 2012, a John Smith's anunciou um patrocínio de cinco anos para o Kirklees Stadium em Huddersfield, sede do time de futebol Huddersfield Town e do time da liga de rúgbi Huddersfield Giants [en], que foi renomeado como “John Smith's Stadium”. Em dezembro de 2016, esse acordo foi prorrogado por mais cinco anos.